# Kudur-Enlil I.
Kudur-Enlil I.  (Syn Enlilův) byl 26. král Babylonie z kassitské dynastie. Nastoupil na trůn po Kadašman-Enlilovi II. a vládl v období mezi 1255–1246 př. n. l.
Byl patrně prvním kassitským králem s babylonským jménem, i když kudur je možná odvozeno od elamského kudurru.
Na tabulkách královského seznamu A se jeho jméno nezachovalo v kompletní podobě. Záznam uvádí, že Kudur[....](lacuna) byl 26. králem z Kassitů, vládl šest let, možná byl synem Kadašman-Enlila II. a otcem Šagarakti-Šuriaše. Podle posledních průzkumů však byl patrně Kadašman-Enlil II. jeho bratr. Záznam v seznamu je totiž pozdějšího původu, nepotvrzují jej žádné soudobé zdroje a Kadašman-Enlil II. nastoupil na trůn jako dítě, přičemž vládl jen 9 let.
Podle záznamů jedna z dcer Babylonu byla provdána do chetitské královské rodiny, pravděpodobně za Tuchalijaše IV., syna a nástupce Chattušiliše III. Jednalo se asi o Kudur-Enlilovu dceru nebo sestru. Tento sňatek byl pohrdavě komentován egyptským faraonem Ramsesem II., který již evidentně nepovažoval Babylon za mocnost. Puduhepa, chetitská královna, mu v dopise odpověděla: „Pokud říkáš ‚král Babylonu není Velký Král‘, pak neznáš postavení Babylonu“.

## Obnova Nippuru
Za vlády Kudur-Enlila (a dále za jeho nástupce) prošlo město Nippur obrovským rozvojem, kdy téměř dosáhlo své velikosti z období III. urské dynastie. Nákladně byl také zrekonstruován městský Enlilův chrám, byly zpevněny jeho základy a na mnoha cihlách lze dnes najít nápisy, které popisují Kudur-Enlila jako štědrého dárce. Na jedné z cihel nalezených uvnitř chrámu je dvanáctiřádkový sumerský nápis, podle kterého Kudur-Enlil nechal vybudovat podpůrné chrámové zdi z pálených cihel a bitumenu.
Dále existuje záznam ze třetího roku jeho vlády, ve kterém je zmíněna jeho cesta do Nippuru v rámci tradičních oslav jara Akitu, kdy na začátku roku (rêš šattim) obvykle panovník prováděl návštěvu města (tzv. návrat korunního prince - arad mar šarrí).
Celkem se jeho jméno objevuje ve více než 200 náboženských, legislativních a civilních záznamech z celé Babylonie (např. na kudurru z Larsy), které ohraničují období devíti let jeho vlády.